# ذو الفالي (تشيلو)
ذو الفالي (بالفارسية: ذوالفعلی) هي منطقة سكنية تقع في إيران في قسم تشيلو الريفي. يقدر عدد سكانها بـ 99 نسمة بحسب إحصاء 2016.